# I'm Breathless
I'm Breathless: Music from and Inspired by the film Dick Tracy je drugi soundtrack album američke pjevačice Madonne objavljen 22. svibnja 1990. pod Sire Recordsom. Album promovira film Dick Tracy koji je objavljen u ljeto 1990. S pjesmama iz filma i onih koji su inspirirani filmom, album je probrana mješavina filmske glazbe i ostalih pjesama. Glazbeno gledajući, album se pretežno sastoji od Broadwayskog zvuka, jazza, swinga i orkestra koji su inspirirani glazbom 1940-ih. Na albumu se nalaze i pjesme suvremene pop glazbe, poput posljednje pjesme "Vogue" koja je dance-pop pjesma prožeta house i disco ritmovima. Na albumu se nalazi pjesma "Sooner or Later", jazz pjesma iz filma koju je napisao Stephen Sondheim, a koja je 1991. osvojila Oscara za najbolju originalnu pjesmu. Album je primio raznolike i pozitivne komentare kritičara, koji su uglavnom bili složni oko pohvala pjesama Stephena Sondheima i pjesme "Vogue", te Madonninih voklanih sposobnosti. Neki su kritičari smatrali kako su pjesme koje nisu iz filma imale malu vrijednost. Komercijalno je album bio uspješan. Ušao je u Top 10 na američkoj Billboard 200 ljestvici kao i u ostalim zemljama. Recording Industry Association of America (RIAA) je albumu dodijelila dvostruku platinastu certifikaciju za prodanih više od dva milijuna kopija u SAD-u. Sveukupno je album prodan u više od sedam milijuna primjeraka.
Objavljena su dva singla. Prvi, "Vogue", je jedan od Madonninih najuspješnijih singlova i jedan od najuspješnijih singlova uopće. Prodan je u više od šest milijuna primjeraka, te je dospio na prva mjesta ljestvica u više od trideset zemalja svijeta. Pjesma je dobila i veliko priznanje kritike, koja ju je često uvrštavala na popise najboljih pjesma ikada, te se spominje utjecajna pjesma koja je vratila house glazbu u mainstream američke popularne glazbe. Glazbeni video za pjesmu je također bio uspješan, te je istoimenom plesu vratila popularnost. Drugi singl je bila pjesma "Hanky Panky" koja se također komercijalno proslavila s ulaskom u Top 10 američke i britanske ljestvice. Kritičari su u pjesmi hvalili tekst koji je imao dvostruko značenje.
Za zajedničku promociju albuma I'm Breathless i Like a Prayer, Madonna je krenula na veliku koncertnu turneju Blond Ambition World Tour, koja je primila izvrsne komentare kritičara, te je 1990. osvojila nagradu za najbolju turneju na Pollstar Concert Industry Awards, unatoč raznim kontroverzama koje su pratlie turneju zbog korištenja seksulanih sadržaja i katoličkih simbola, što je sve navelo papu Ivana Pavla II. da zatraži bojkot Madonnih koncerata u Italiji, te je jedan koncert i otkazan. Madonna je često izvodila pjesme s ovog albuma. Tako je "Sooner or Later" izvela 1991. na 63. dodjeli Oscara te je bila obučena u haljinu inspiriranu američkom glumicom Marilyn Monroe, a taj nastup je proglašen sedmim najboljim nastupom na dodjeli Oscara prema časopisu Billboard. Pjesmu "Vogue" je izvela 1990. na MTV-jevoj dodjeli nagrada inspirirana modom 18.-tog stoljeća i Marije Antoanete, te na četiri koncertne turneje.

## O albumu
Samo se 4 pjesme s albuma nalaze u filmu, i to: "Sooner or Later", "More", "What Can You Loose", i "Now I'm Following You". Te pjesme u filmu ne pjeva Madonna, nego Andy Paley. Na albumu su se našle u Madonnonoj verziji koja se razlikuje od originalne filmske.
Veliki uspjeh je napravio Madonnin singl "Vogue", koji se originalno trebao naći sa singlom "Keep It Together". "Vogue" je pušten prije izlaska albuma "I'm Breathless", a zajedno s njenom Blond Ambition World Tour je zaslužan za značajan uspjeh albuma. Dosegnuo je 2. mjesto na Billboard 200, dobivši platinastu certifikaciju nakon 3 mjeseca. 
Drugi singl, "Hanky Panky" je držao album na ljestvici još nekoliko mjeseci, iako je izdana njena kompilacija hitova "The Immaculate Collection" pred kraj godine. Zbog izlaska te kompilacije, druge dvije pjesme ("Now I'm Following You" i "Sooner or Later") nisu izdane kao singlovi, nego su to postale pjesme s kompilacije ("Justify My Love" i "Rescue Me").
Na Blond Ambition Tour koja je uz Like a Prayer promovirala i "I'm Breathless", Madonna je s ovog albuma otpjevala: "Sooner or Later", "Hanky Panky", "Now I'm Following You" i "Vogue".
"Rolling Stone" je za album rekao: "Nijedna druga pop zvijezda ne bi uspjela napraviti ovakav album". Madonna je u jednom razgovoru rekla da joj je ovo jedan od najdražih albuma, te je rekla: "Obožavam svaku pjesmu s albuma".

## Recenzije
I'm Breathless je primio većinom pozitivne komentare kritičara. Robert Christgau je albumu dodijelio ocjenu A, tvrdeći da kada je u pitanju smiješno i privlačno, Madonna zna "kako se to radi". Mark Coleman iz Rolling Stone je albumu dodijelio 3.5 zvjezdice i pozitivne komentare. Tako kaže da "alternativni naziv albuma može biti: Madonna ide na Broadway u velikom stilu.", te "I'm Bretahless stoji kao jedinstvena cjelina - potpuno ostvareni koncept albuma". Sal Cinquemani iz Slant Magazine je također dodijelio pozitivni komentar na album, te ga ocijenio s 4 zvjezdice i kazao da je Madonna dokazala da je prava "renesansna žena". J. Randy Taraborrelliu svojoj knjizi Madonna: An Intimate Biography daje pozitivan komentar albumu s napomenom da je "jedan od Madonninih glazbenih trenutaka".
Entertainment Weekly je albumu I'm Breathless dodijelio ocjenu D i negativan komentar, tvrdeći da album "zvuči strahovito forsiran", i napominjući da je pjesma "Vogue" najbolja na albumu. Stephen Thomas Erlewine iz Allmusic je također dao negativan komentar. Tako između ostaloga kaže da je unatoč "odličnim Madonninim vokalnim sposobnostima, pjesme su samo brojevi na albumu,..., izuzev pjesme "Vogue".

## Popis pjesama
| 1.    | »He's a Man«                      | Madonna, Patrick Leonard                         | Madonna, Patrick Leonard                | 4:43 |
| 2.    | »Sooner or Later«                 | Stephen Sondheim                                 | Madonna, Bill Bottrell                  | 3:20 |
| 3.    | »Hanky Panky«                     | Madonna, Patrick Leonard                         | Madonna, Patrick Leonard                | 3:56 |
| 4.    | »I'm Going Bananas«               | Michael Kernan, Andy Paley                       | Madonna, Patrick Leonard                | 1:43 |
| 5.    | »Cry Baby«                        | Madonna, Patrick Leonard                         | Madonna, Patrick Leonard                | 4:05 |
| 6.    | »Something to Remember«           | Madonna, Patrick Leonard                         | Madonna, Patrick Leonard                | 5:06 |
| 7.    | »Back in Business«                | Madonna, Patrick Leonard                         | Madonna, Patrick Leonard                | 5:13 |
| 8.    | »More«                            | Stephen Sondheim                                 | Madonna, Bill Bottrell                  | 2:08 |
| 9.    | »What Can You Lose«               | Stephen Sondheim                                 | Madonna, Bill Bottrell                  | 4:58 |
| 10.   | »Now I'm Following You (Part I)«  | A. Paley, Jeff Lass, Ned Claflin, Jonathan Paley | Madonna, Patrick Leonard                | 1:35 |
| 11.   | »Now I'm Following You (Part II)« | A. Paley, Jeff Lass, Ned Claflin, Jonathan Paley | Madonna, Patrick Leonard, Kevin Gilbert | 3:18 |
| 12.   | »Vogue«                           | Madonna, Shep Pettibone                          | Madonna, Shep Pettibone                 | 4:50 |
| 44:54 |                                   |                                                  |                                         |      |

## Uspjeh na ljestvicama i certifikacije
| Država                 | Pozicija |
| ---------------------- | -------- |
| Australija             | 1        |
| Austrija               | 5        |
| Brazil                 | 1        |
| Francuska              | 3        |
| Italija                | 2        |
| Japan                  | 1        |
| Kanada                 | 2        |
| Mađarska               | 19       |
| Nizozemska             | 8        |
| Norveška               | 4        |
| Njemačka               | 1        |
| Španjolska             | 2        |
| Švedska                | 4        |
| Švicarska              | 3        |
| Ujedinjeno Kraljevstvo | 2        |
| US Billboard 200       | 2        |

| Država                 | Certifikacija                                                              |
| ---------------------- | -------------------------------------------------------------------------- |
| Austrija               | Zlatna                                                                     |
| Brazil                 | Zlatna                                                                     |
| Finska                 | Zlatna                                                                     |
| Francuska              | 2× Zlatna                                                                  |
| Kanada                 | 2× Platinasta                                                              |
| Nizozemska             | Zlatna                                                                     |
| Njemačka               | Zlatna                                                                     |
| Španjolska             | 2× Platinasta In total, the album has sold seven million copies worldwide. |
| Švicarska              | Zlatna                                                                     |
| Ujedinjeno Kraljevstvo | 2× Platinasta                                                              |
| Sjedinjene Države      | 2× Platinasta                                                              |

### Singlovi
| 1990                                              | "Vogue"       | 1  | 1 | 1 | 7  | 1  | 9 | 4  | 1 | 2  | 1 | - US: 2× Platinasta - KAN: Platinasta - UK: Zlatna |
| 1990                                              | "Hanky Panky" | 10 | — | 6 | 20 | 18 | — | 21 | 5 | 15 | 2 | - US: Zlatna - UK: Srebrna                         |
| "—" nije izdana ili se nije pojavila na ljestvici |               |    |   |   |    |    |   |    |   |    |   |                                                    |